# Hip hop alternativo
Hip Hop alternativo (também chamado de rap alternativo) é um subgênero do hip hop que abrange uma ampla gama de estilos que não são normalmente identificados como mainstream. O AllMusic o define da seguinte forma: 
O rap alternativo se refere a grupos de hip hop que se recusam a seguir qualquer um dos estereótipos tradicionais do rap, como gangsta, bass, hardcore, pop e party rap. Em vez disso, eles confundem gêneros inspirados igualmente no funk e pop/rock, além de jazz, soul, reggae, e até mesmo folk.

## Brasil
No Brasil um dos grupos que chamam bastante atenção pela sonoridade única são artistas como: Richard Wollyce, a dupla Kodak Ninja & Urso em Mandarim, e também o rapper Sabotage entres outros.

## Angola
Em Angola, exemplos são de alguns rappers como Kid Mc, MatherFuck, McK, CfK, Lucássio e a dupla Naice Zulu & BC.